# Russell Investments Center
Russell Investments Center je mrakodrap v Seattlu. Má 42 podlaží a výšku 182 metrů, je tak 6. nejvyšší mrakodrap ve městě. Budova disponuje 87 328 m2 převážně kancelářských ploch, které obsluhuje 35 výtahů. Pracuje zde přibližně 5000 lidí. Výstavba probíhala v letech 2004 - 2006 a za designem budovy stojí firma NBBJ. Architekti byli inspirováni budovami v Rockefellerově Centru a Embarcadero Centru. Při stavbě bylo použito 103 000 tun betonu, 13 000 tun stavební oceli, 7 200 tun betonářské oceli, 219 km drátů a 87 km potrubí.

## Názvy v historii budovy
Budova byla postavena jako nové ústředí firmy Washington Mutual, a proto budova původně nesla název WaMu Center. V roce 2008 firma zkrachovala a budova byla následně přejmenována na Chase Center. Russell Investments má zde své sídlo a budova tedy byla přejmenována na Russell Investments Center, ale v dnešní době se stále ještě někdy používají původní názvy.